# Havana Kyrie
Havana Kyrie è un film del 2019 diretto da Paolo Consorti.

## Trama
Il Maestro Vittorio è un famoso maestro d’orchestra del Teatro Rossini di Pesaro, costretto a dirigere il coro della Colmenida dell’Havana per un gemellaggio culturale italo-cubano. La sua superbia di grande maestro lo porterà a vivere questa esperienza con un’iniziale strafottenza. Lui odia la salsa e tutta la cultura cubana e girerà per l’Havana vestito come il suo idolo Gioacchino Rossini, in segno di distacco e, per giunta, con un auricolare per non sentire la musica cubana che imperversa nelle strade. L’odio del maestro Vittorio per la cultura cubana si trasformerà completamente grazie agli inaspettati successi che otterrà con il coro della Colmenida. Si ritroverà però un figlio che non sapeva di avere, frutto di una sfuggente e remota relazione con una ragazza cubana conosciuta in un concerto molti anni prima. Il figlio si chiama Victor, in arte Panfilo, ed è un famoso comico cubano che usa proprio il padre come suo personaggio-bersaglio preferito. 
La scoperta del figlio e della sua rabbia sfociata nella satira di cui è oggetto, lo porterà ad una riflessione sulla sua vita. Sullo sfondo una Havana insolita, con una natura incombente e trascinante che scandisce i ritmi della salsa mescolandoli alle arie rossiniane.

## Promozione
Il film Havana Kyrie, sostenuto dal Mibac, ha avuto la prima presentazione al Festival Internacional del Nuevo Cine Latinoamericano il 5 dicembre 2019 e al Chinese Theatre di Los Angeles a febbraio 2020. In quest'ultima occasione, Nick Vallelonga, sceneggiatore Premio Oscar per Green book, ha affermato: 

## Distribuzione
Il film, lanciato dalla Shoreline Entertainment, è disponibile su RaiPlay dal 21 luglio 2021.

## Riconoscimenti
- Chicago Indie Film Awards 2020 
  - Miglior film
- Festival del cinema di Stoccolma 2020 
  - Miglior attore a Franco Nero
- Terra di Siena Film Festival 2020 
  - Miglior attore a Franco Nero
- Matera Film Festival 2020
  - Miglior attore
- Montreal Independent Film Festival 2020
  - Miglior attore a Franco Nero
- Festival Internazionale del Cinema dei Castelli Romani 2020
  - Miglior attore a Franco Nero
  - Menzione speciale regia a Paolo Consorti
- Indo Global International Film Festival 2020
  - Bronze Award per il Miglior film
- Festival del cinema di Salerno 2020 
  - Miglior film
- Short Long World Festival Corrientes, Argentina 2021
  - Miglior film
- San Antonio Independent Film Festival 2021 
  - Miglior film
- CORTODino - Premio del Cortometraggio Dino De Laurentiis 2021 [4]
  - Premio speciale
  - Menzione speciale regia a Paolo Consorti
- Premio Anna Magnani 2022[5]
  - Miglior attore a Franco Nero
- New Wave Short Film Festival 2020
  - Menzione speciale